# Håll du min hand
Håll du min hand är en tre verser lång engelsk psalmtext av Fanny Crosby (1874). Texten signerad "G. J. Frances", vilket är en av Crosby's många pseudonymer. Erik Nyström översatte texten till svenska 1892.

## Publicerad i
- Svenska Missionsförbundets sångbok 1920 som nr 405 under rubriken "Bönesånger".
- Sånger och psalmer 1951 som nr 238 under rubriken "Troslivet. Bön och tro".